# Мой любимый торт
«Мой любимый торт» (перс. کیک محبوب من‎; часто встречается вариант перевода «Мой любимый пирожок») — художественный фильм иранских режиссёров Марьям Могхаддам и Бехташа Санаихи, премьера которого состоялась в феврале 2024 года в рамках основной программы 74-го Берлинского международного кинофестиваля.

## Сюжет
Главная героиня фильма — одинокая 70-летняя женщина по имени Махин, которая решает открыться новой любви.

## В ролях
- Лили Фархадпур
- Эсмаил Мехраби

## Премьера и восприятие
Премьера картины состоялась в феврале 2024 года на 74-м Берлинском международном кинофестивале. «Мой любимый торт» был включён в основную программу. После того, как об этом стало известно, режиссёрам фильма запретили выезжать из Ирана. Организаторы фестиваля 1 февраля выпустили заявление, в котором призвали иранские власти отменить ограничения.
Из-за преследований режиссёров ещё во время фестиваля звучали предположения, что «Мой любимый торт» будет отмечен какой-то наградой. Критики встретили картину очень доброжелательно: она была признана «самой человечной» на Берлинале, у неё был самый высокий рейтинг в Screen Daily. Фильм получил призы ФИПРЕССИ и экуменического жюри.